# Dipsacomyces
Dipsacomyces är ett släkte av svampar. Dipsacomyces ingår i familjen Kickxellaceae, ordningen Kickxellales, divisionen oksvampar och riket svampar.
|              | Coemansia                                    |
|              |                                              |
|              | Kickxella                                    |
|              |                                              |
|              | Martensella                                  |
|              |                                              |
|              | Mycoëmilia                                   |
|              |                                              |
|              | Ramicandelaber                               |
|              |                                              |
|              | Myconymphaea                                 |
|              |                                              |
|              | Spiromyces                                   |
|              |                                              |
|              | Linderina                                    |
|              |                                              |
| Dipsacomyces | \| \| Dipsacomyces acuminosporus \| \| \| \| |
|              | \| \| Dipsacomyces acuminosporus \| \| \| \| |
|              | Pinnaticoemansia                             |
|              |                                              |
|              | Spirodactylon                                |
|              |                                              |
|              | Martensiomyces                               |
|              |                                              |
|              | Dipsacomyces acuminosporus                   |
|              |                                              |

|  | Dipsacomyces acuminosporus |
|  |                            |